# Біскупе (Люблінське воєводство)
Біскупе (пол. Biskupie) — село в Польщі, у гміні Високе Люблінського повіту Люблінського воєводства. Населення — 248 осіб (2011).
У 1975-1998 роках село належало до Замойського воєводства.

## Демографія
Демографічна структура станом на 31 березня 2011 року:
|          | Загалом | Допрацездатний вік | Працездатний вік | Постпрацездатний вік |
| -------- | ------- | ------------------ | ---------------- | -------------------- |
| Чоловіки | 119     | 21                 | 77               | 21                   |
| Жінки    | 129     | 18                 | 58               | 53                   |
| Разом    | 248     | 39                 | 135              | 74                   |